# Switchbacks Training Stadium
Le Switchbacks Training Stadium est un stade de soccer américain situé dans la ville de Colorado Springs, dans le Colorado.
Le stade, doté de 5 000 places et inauguré en 1985, servait d'enceinte à domicile aux clubs de soccer des Switchbacks de Colorado Springs et des Blizzard de Colorado Springs.

## Histoire
Le stade ouvre ses portes en 1985 sous le nom de Coleman Park. Situé à une altitude de 2 011 mètres, le stade était connu comme étant le plus haut utilisé par une équipe professionnelle de la pyramide du soccer américain, et ce jusqu'à la saison 2020.
Il est immédiatement adjacent du stade de baseball du UCHealth Park.
Après l'attribution d'une franchise aux Switchbacks de Colorado Springs en USL Pro, aujourd'hui connu sous le nom de USL Championship, il est annoncé le 14 juin 2014, que le conseil municipal de Colorado Springs avait approuvé un accord qui accordait à la nouvelle franchise un bail de dix ans sur le stade.
Le 7 mars 2016, le Sand Creek Stadium reçoit une proposition de nom approuvée par le département des parcs de la ville de Colorado Springs. Le stade change alors de nom en Switchbacks Stadium, pour éviter une confusion avec le nom de la Sand Creek High School. 
Le 14 février 2017, l'entreprise Weidner Apartment Homes achète les droits de naming du stade pour un montant non divulgué, le stade se faisant rebaptisé Weidner Field.